# Bonifacio Cejuela
Bonifacio Cejuela (1937-15 de agosto de 2011) fue un político argentino, perteneciente al Partido Demócrata, que gobernó la Provincia de Mendoza entre el 21 de enero de 1982 y marzo de 1983, bajo el gobierno dictatorial autodenominado Proceso de Reorganización Nacional, con el que colaboró activamente. 
Al haber sido nombrado gobernador por Leopoldo Fortunato Galtieri, se constituyó en el primer gobernador civil de facto del Proceso, y, siendo miembro del Partido Demócrata, constituyó su gabinete con miembros de aquel partido. Entre su gestión su recuerda el establecimiento del día del padre por decreto, como así también la muerte de un manifestante durante una concentración de la CGT.
Fue también ministro de Economía del gobernador Francisco Gabrielli.
Falleció en 2011.